# Pierce City
Pierce City – miasto w Stanach Zjednoczonych, w stanie Missouri, w hrabstwie Barry.